# Махоун, Остин
О́стин Картер Махо́ун (англ. Austin Carter Mahone; род. 4 апреля 1996, Сан-Антонио) — американский певец и автор песен, ставший известным в 2011 году благодаря своим роликам на видеосервисе YouTube.

## Биография

### 1996 — 2012: Детство и начало музыкальной карьеры
Остин родился в городе Сан-Антонио, штат Техас. Отец его умер, когда Остину было чуть больше года, 16 месяцев, и матери Мишель пришлось растить сына одной. Практически всё своё детство он провёл в небольшом городе Сегин, а позже, по неизвестным обстоятельствам переехал в Ла Вернию. Но вскоре они с матерью снова вернулись в Сан-Антонио, где Остин поступил в среднюю школу Lady Bird Johnson High School.
В январе 2011 года Остин создал аккаунт на видеосервисе YouTube и начал размещать ролики, где он перепевал известных исполнителей. Первую известность ему принесли каверы на песни Джастина Тимберлейка, Адель, Келли Кларксон, Бруно Марса и Джастина Бибера.

### 2012 — 2013: Контракт с Universal и выпуск EP для Японии
14 февраля 2012 года, Остин выпустил свой первый сингл под названием «11:11», и вскоре ему удалось подписать контракт с крупным лейблом Universal Republic Records. Далее последовал второй сингл певца «Say Somethin», в записи которого Остину помог продюсер Бей Мейджор. С ноября 2012 года Остин сотрудничает с линией одежды для скейтбордистов Trukfit от известного хип-хоп артиста Лила Уэйна. 3 декабря, того же года, вышел совместный сингл с рэпером Flo Rida — «Say You're Just a Friend».
В апреле 2013 года, Остин вместе с молодой певицей Becky G перепел песню американского рэпера B.o.B «Magic» для саундтрека к мультфильму «Смурфики 2». Чуть позже, в конце мая месяца, специально для Японии был выпущен первый мини-альбом Остина под простым названием Extended Play. В него были включены все ранее изданные синглы музыканта, баллада «Heart in My Hand», на которую был снят в Майами клип, а также новинка «Loving You Is Easy» от певца и танцора Джейсона Деруло.

### 2013 — 2014: Первый успех, турне и мини-альбомThe Secret
10 июня 2013 года вышел сингл «What About Love», продюсером которого выступил RedOne. Благодаря этому синглу Остину удалось стать самым многообещающим артистом года на ежегодной церемонии MTV VMA 2013. Тем самым, после столь неожиданной победы, Остин присоединился к ещё одному успешному лейблу Cash Money Records.
2014 год для Остина начался с выпуска нового сингла. На этот раз он записался с известным американским рэпером Питбулем, результат чего привел к танцевальному треку под названием «Mmm Yeah». Позже их совместная композиция прозвучала в рекламе минерального напитка бренда Aquafina. В рекламном ролике для Aquafina FlavorSplash Остин также принял участие вместе со своими лучшими друзьями. В начале марта 2014 года Остин появился в 16-м эпизоде телесериала «Миллеры», в котором сыграл роль молодого парня по имени Адам.
27 мая 2014 года состоялся выпуск второго по счету мини-альбома альбома Остина, под названием The Secret. Заранее, 18 апреля, в музыкальных онлайн-магазинах начался пред-заказ пластинки, в связи с чем были представлены две новые композиции «Till I Find You» и «All I Ever Need».
В стандартное издание альбома вошло всего 6 песен, включая 2 бонуса. В европейское издание альбома также вошёл сингл «What About Love», а в японском был добавлен праздничный промосингл «U» вместе с ремиксом на трек «Mmm Yeah». Релиз японской версии альбома состоялся позже, 18 июня. В Великобритании диск был выпущен 30 июня.
Во время выхода EP, певец выпустил для своих поклонников два новых видеоклипа. Ролики были сняты на песни «All I Ever Need» и «Shadow (Acoustic)» режиссёрами Эриком Герреро и Шарлотт Найт. До этого, Герреро уже работал с Остином над съемками тура MTV's Artist to Watch Tour.
Мини-альбом The Secret, который в США стал для Остина дебютным, смог после первой недели продаж попасть в топовую десятку национального американского чарта «Billboard 200». Пластинка дебютировала с 5-го места в престижном рейтинге с проданными 46.000 копий.
23 июня 2014 года Остин отправился в большой тур Austin Mahone: Live on Tour, который предназначен в поддержку альбома The Secret. Концерты певца прошли в США, Канаде, а также в нескольких крупных городах Европы. На разогреве выступали известные коллективы Fifth Harmony и The Vamps, а также начинающие исполнители Шон Мендес и Алекс Анджело.
9 декабря, того же года, музыкант выпустил первую автобиографическую книгу Just How It Happened: My Official Story, состоящую из 224 страниц. В ней описывается как Остин прошёл путь ребенка из маленького городка Техаса, известности в сети благодаря роликам, до первого успеха и собственных концертов по всему миру. Издание также включило в себя эксклюзивные фотографии из детства певца, а также большое количество снимков, сделанных во время концертного тура.

### 2014 — наст. время: Предстоящий дебютный студийный альбом
С конца октября 2014 года по конец мая 2015 года c помощью онлайн-платформы SoundCloud Остин представил несколько неизданных композиций для поклонников («Places», «Waiting for This Love», «Someone like You» и «Torture»), которые были написаны им самим вместе с его другом Робертом Вильянуэвой. За это время музыкант также успел сняться в музыкальных видео «Dazed and Confused» молодого рэпера Джейка Миллера и «Lovin' So Hard» своей девушки и певицы Бекки Джи.
29 июня 2015 года Остин анонсировал официальный выход первого сингла из своего будущего дебютного студийного альбома, представив обложку и дату цифрового релиза — 10 июля. Премьера трека состоялась 1 июля во время посещения музыканта американской радиостанции Z90.3. Продюсерами сингла выступила команда Monsters & Strangerz.

## Дискография

### Студийные альбомы
| Название               | Информация                                                                           |
| ---------------------- | ------------------------------------------------------------------------------------ |
| Dirty Work – The Album | - Релиз: 18 октября 2017 - Лейбл: Universal Music - Формат: CD, цифровая дистрибуция |

### Мини-альбомы
| Название      | Информация                                                                                             |
| ------------- | --- |
| Extended Play | - Релиз: 4 июня 2013 - Лейбл: Chase Records / Universal Music - Формат: CD, цифровая дистрибуция       |
| The Secret    | - Релиз: 27 мая 2014 - Лейбл: Cash Money / Chase Records / Republic - Формат: CD, цифровая дистрибуция |
| Oxygen        | - Релиз: 16 мая 2018 - Лейбл: Universal Music - Формат: CD, цифровая дистрибуция                       |

### Микстэйпы
| Название              | Информация                                                                                |
| --------------------- | ----------------------------------------------------------------------------------------- |
| This Is Not The Album | - Релиз: 17 декабря 2015 - Лейбл: Собственный релиз - Формат: Цифровая дистрибуция        |
| ForMe+You             | - Релиз: 30 декабря 2016 - Лейбл: AM Music / BMG / Mr. 305 - Формат: Цифровая дистрибуция |

### Синглы
- «Say Somethin» (2012)
- «Say You're Just A Friend» (feat. Flo Rida) (2012)
- «What About Love» (2013)
- «Banga! Banga!» (2013)
- «Mmm Yeah» (feat. Pitbull) (2014)
- «Dirty Work» (2015)
- «Lady» (feat. Pitbull) (2017)
- «Creatures Of The Night» (with Hardwell) (2017)
- «Háblame Bajito» (with Abraham Mateo & 50 Cent) (2017)
- «So Good» (2018)
- «Why Don't We» (2019)
- «Anxious» (2019)
- «Dancing With Nobody» (2019)

## Видеография
- «Say Somethin» (режиссёр Эван Деннис; 2012)
- «Say You're Just a Friend» (режиссёр Рэй Кей; 2013)
- «Heart in My Hand (Piano Version)» (режиссёр Дэйв Брайтис; 2013)
- «What About Love» (режиссёр Колин Тилли; 2013)
- «Banga! Banga!» (режиссёр Гил Грин; 2013)
- «Mmm Yeah» (режиссёр Гил Грин; 2014)
- «All I Ever Need» (режиссёр Эрик Герреро; 2014)
- «Shadow (Acoustic)» (режиссёр Шарлотт Найт; 2014)
- «Secret» (режиссёр Эрик Герреро; 2014)

## Награды
- Radio Disney Music Awards — «Прорыв года» (2013)
- Young Hollywood Awards — «Прорыв года» (2013)
- MTV Video Music Awards — «Лучший новый артист» (2013)
- MTV Europe Music Awards — «Лучший Push-артист», «Прорыв года» (2013)
- iHeart Radio Music Awards — специальный приз «Instagram Award» (2014)
- Premios Juventud — специальный приз «Лучший образ» (2014)
- Teen Choice Awards — «Лучший начинающий исполнитель» (2014)